# Burn (canção de The Yellow Monkey)
"Burn" (estilizado em maiúsculas como BURN) é o décimo terceiro single da banda de rock japonesa The Yellow Monkey, lançado em 24 de julho de 1997 pela Funhouse. O compositor e vocalista Yoshii afirma: "Burn é o ápice do The Yellow Monkey desde sua estreia".
Foi usada como música tema do dorama Shiyokuinshitsu, transmitido pela TBS. A capa e fotos do encarte foram tiradas nas Dunas de areia de Hamaoka por sugestão do fotográfo da banda, Mikio Ariga. O videoclipe foi dirigido por Eiki Takahashi.
O grupo Tsubakiya Quartet fez um cover de "Burn" para o álbum de tributo ao The Yellow Monkey, intitulado This is For You ~ The Yellow Monkey Tribute Album.

## Desempenho comercial
"Burn" é o single mais vendido da banda, com mais de 900,000 cópias vendidas no total. Alcançou a segunda posição na Oricon Singles Chart, permanecendo na parada por treze semanas. Em agosto de 1997, foi certificado disco de platina pela RIAJ. Segundo a Oricon, vendeu 666.500 cópias no ano de 1997, tornando-se o 36° single mais vendido no Japão naquele ano.

## Faixas
Todas as faixas escritas e compostas por Kazuya Yoshii. 
| N.º            | Título                             | Duração |  |
| 1.             | "Burn"                             | 5:14    |  |
| 2.             | "Love Love Show (English Version)" | 4:49    |  |
| 3.             | "Burn (Instrumental)"              | 5:14    |  |
| Duração total: | Duração total:                     | 15:17   |  |

## Ficha técnica
The Yellow Monkey
- Kazuya "Lovin" Yoshii – vocais
- Hideaki "Emma" Kikuchi – guitarra
- Yoichi "Heesey" Hirose – baixo
- Eiji "Annie" Kikuchi – bateria